# Chénas
Pour l’article homonyme, voir chénas (AOC).
Chénas est une commune française située dans le département du Rhône, en région Auvergne-Rhône-Alpes.
Ses habitants sont les Chénaillons.

## Géographie

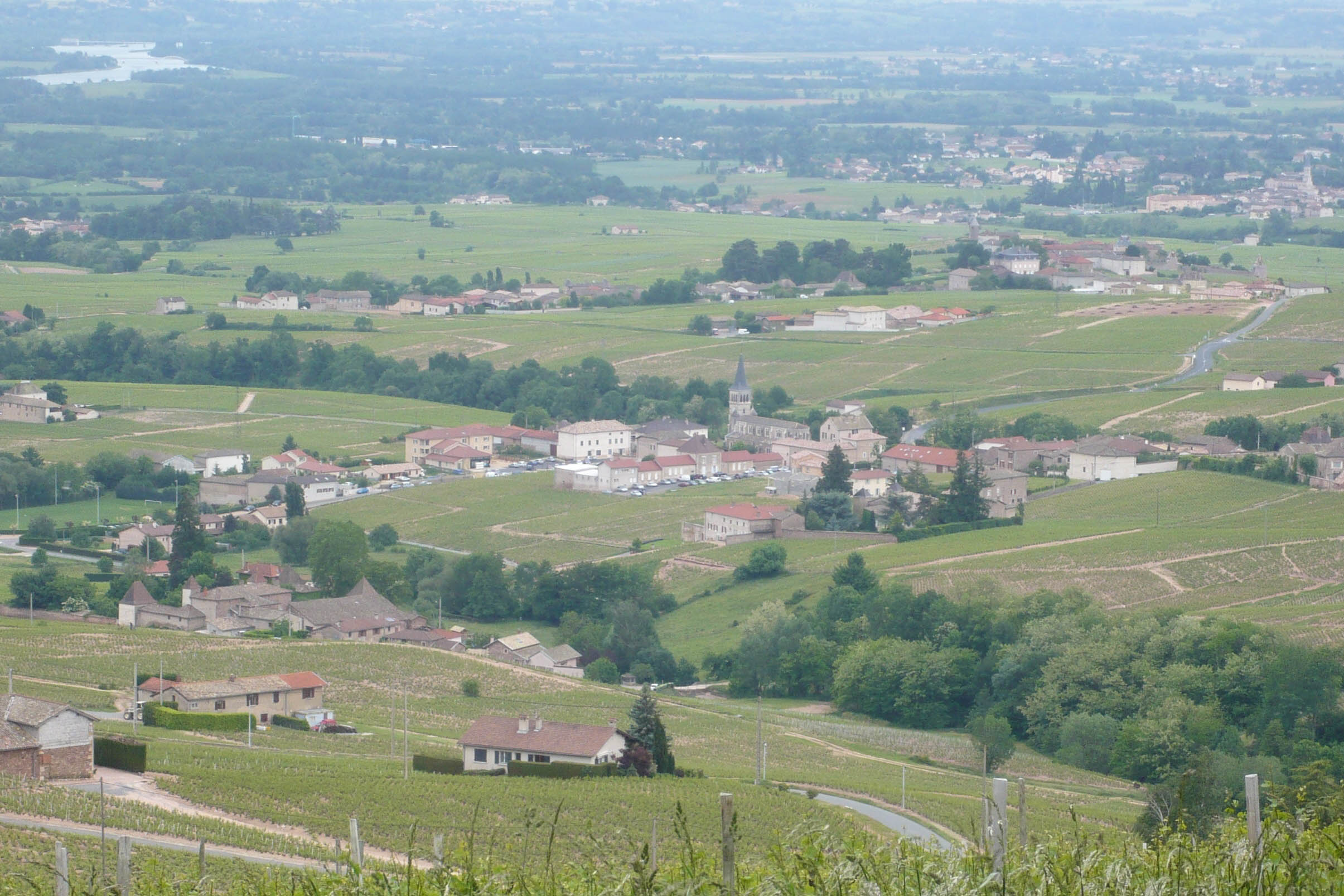
Vignoble du Moulin à Vent à Chénas en 2009.

### Climat
Pour des articles plus généraux, voir Climat d'Auvergne-Rhône-Alpes et Climat du Rhône.
En 2010, le climat de la commune est de type climat océanique dégradé des plaines du Centre et du Nord, selon une étude du Centre national de la recherche scientifique s'appuyant sur une série de données couvrant la période 1971-2000. En 2020, Météo-France publie une typologie des climats de la France métropolitaine dans laquelle la commune est exposée à un climat de montagne ou de marges de montagne et est dans la région climatique  Bourgogne, vallée de la Saône, caractérisée par un bon ensoleillement (1 900 h/an), un été chaud (18,5 °C), un air sec au printemps et en été et des vents faibles. 
Pour la période 1971-2000, la température annuelle moyenne est de 11,4 °C, avec une amplitude thermique annuelle de 17,7 °C. Le cumul annuel moyen de précipitations est de 806 mm, avec 9,8 jours de précipitations en janvier et 7,2 jours en juillet. Pour la période 1991-2020, la température moyenne annuelle observée sur la station météorologique de Météo-France la plus proche, « Vauxrenard », sur la commune de Vauxrenard à 6 km à vol d'oiseau, est de 9,8 °C et le cumul annuel moyen de précipitations est de 1 003,5 mm,. Pour l'avenir, les paramètres climatiques de la commune estimés pour 2050 selon différents scénarios d'émission de gaz à effet de serre sont consultables sur un site dédié publié par Météo-France en novembre 2022.

## Urbanisme

### Typologie
Au 1er janvier 2024, Chénas est catégorisée commune rurale à habitat dispersé, selon la nouvelle grille communale de densité à sept niveaux définie par l'Insee en 2022.
Elle appartient à l'unité urbaine de Mâcon, une agglomération inter-régionale regroupant 16  communes, dont elle est une commune de la banlieue,,. La commune est en outre hors attraction des villes,.

### Occupation des sols
L'occupation des sols de la commune, telle qu'elle ressort de la base de données européenne d’occupation biophysique des sols Corine Land Cover (CLC), est marquée par l'importance des territoires agricoles (66,8 % en 2018), une proportion sensiblement équivalente à celle de 1990 (66,3 %). La répartition détaillée en 2018 est la suivante : 
cultures permanentes (52,7 %), forêts (32,6 %), prairies (14,1 %), zones urbanisées (0,5 %). L'évolution de l’occupation des sols de la commune et de ses infrastructures peut être observée sur les différentes représentations cartographiques du territoire : la carte de Cassini (XVIIIe siècle), la carte d'état-major (1820-1866) et les cartes ou photos aériennes de l'IGN pour la période actuelle (1950 à aujourd'hui).

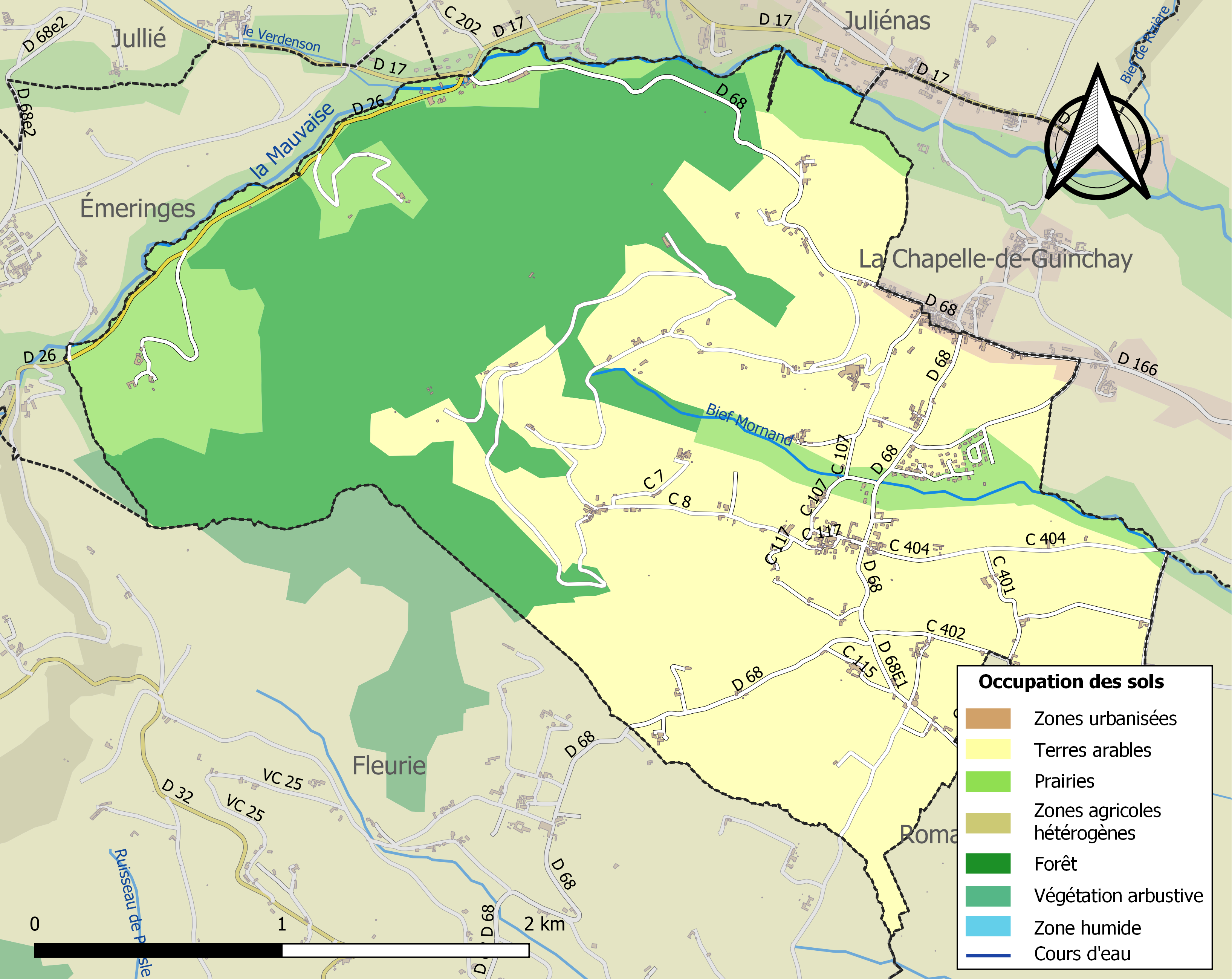
Carte des infrastructures et de l'occupation des sols de la commune en 2018 (CLC).

## Toponymie

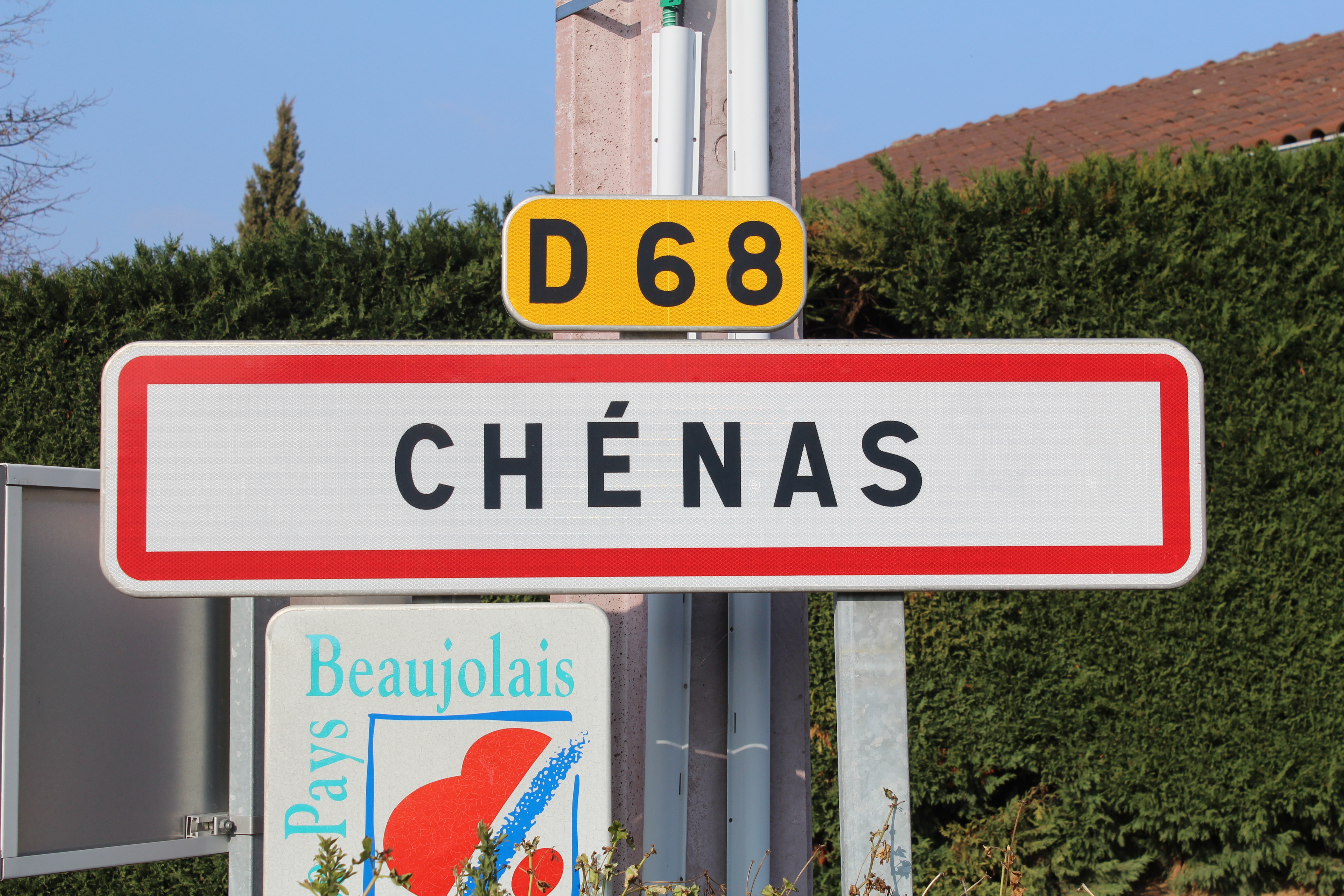
Panneau d'entrée.

L'origine du nom Chénas viendrait soit du fait que le site était planté de chênes « Cassanus » en gaulois ou bien de celui d'un noble romain appelé Canus.

## Histoire
Charlemagne en ordonne le défrichement, puis en 1316 Philippe le Long aurait ordonné qu'on y plante des vignes.
Puis vint la Révolution et le 14 juillet 1790, la fête de la Convention fut célébrée sur le site de la cabane des Chasseurs où plus de 6 000 personnes vinrent célébrer la messe sur un autel à quatre faces, quatre messes à la fois.
Après 1870, le vieux bourg est abandonné au profit d'un nouveau bourg. L'ancienne église (dont il ne reste qu'un petit monument rappelant son existence à côté des vignes) est remplacée par l'actuelle église du village datant de 1875.
Dans l'église, des vitraux sont de Lucien Bégule.

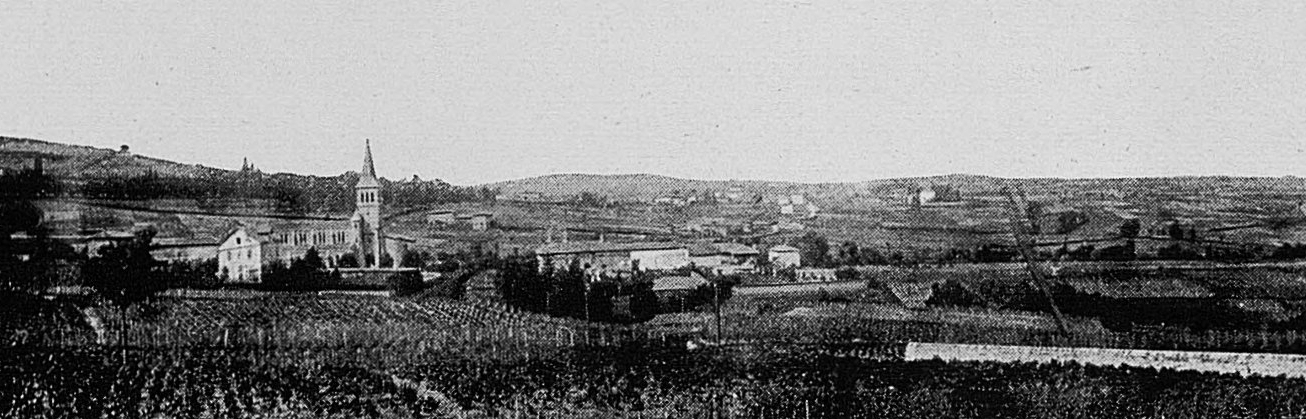
Vue générale de Chénas au début du XXe siècle.

## Politique et administration

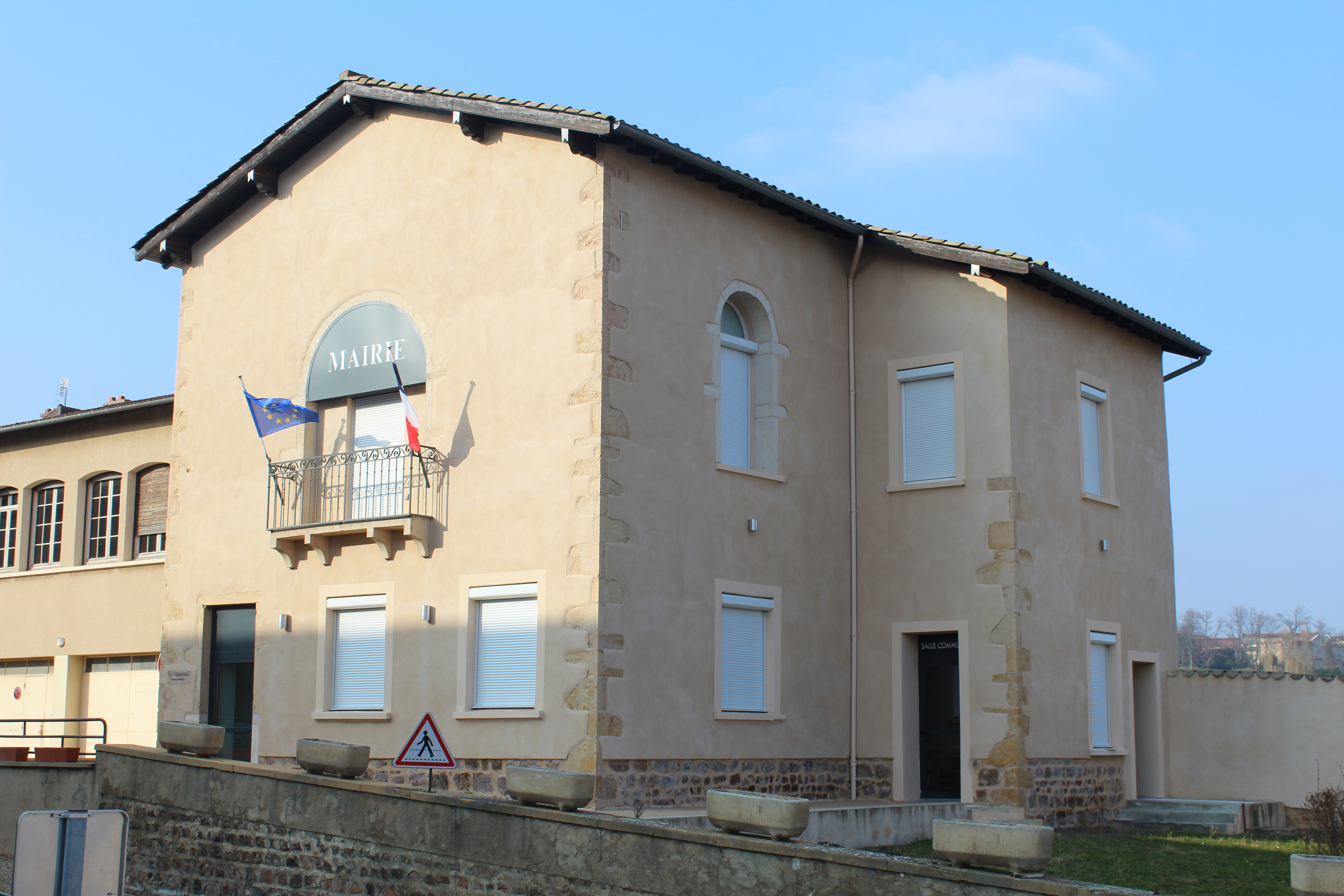
Mairie.

### Administration municipale
| Période                                  | Période  | Identité       | Étiquette | Qualité |
| ---------------------------------------- | -------- | -------------- | --------- | ------- |
| 2001                                     | en cours | Jacques Duchet | DVD       |         |
| Les données manquantes sont à compléter. |          |                |           |         |

### Intercommunalité
La commune fait partie de la communauté de communes Saône Beaujolais.

## Population et société

### Démographie
L'évolution du nombre d'habitants est connue à travers les recensements de la population effectués dans la commune depuis 1793. Pour les communes de moins de 10 000 habitants, une enquête de recensement portant sur toute la population est réalisée tous les cinq ans, les populations de référence des années intermédiaires étant quant à elles estimées par interpolation ou extrapolation. Pour la commune, le premier recensement exhaustif entrant dans le cadre du nouveau dispositif a été réalisé en 2005.

En 2022, la commune comptait 534 habitants, en évolution de −3,09 % par rapport à 2016 (Rhône : +3,93 %, France hors Mayotte : +2,11 %).
| 1793 | 1800 | 1806 | 1821 | 1831 | 1836 | 1841 | 1846 | 1851 |
| ---- | ---- | ---- | ---- | ---- | ---- | ---- | ---- | ---- |
| 571  | 609  | 627  | 720  | 700  | 714  | 727  | 758  | 764  |

| 1856 | 1861 | 1866 | 1872 | 1876 | 1881 | 1886 | 1891 | 1896 |
| ---- | ---- | ---- | ---- | ---- | ---- | ---- | ---- | ---- |
| 756  | 709  | 761  | 729  | 749  | 714  | 729  | 704  | 681  |

| 1901 | 1906 | 1911 | 1921 | 1926 | 1931 | 1936 | 1946 | 1954 |
| ---- | ---- | ---- | ---- | ---- | ---- | ---- | ---- | ---- |
| 667  | 663  | 633  | 536  | 534  | 493  | 470  | 505  | 514  |

| 1962 | 1968 | 1975 | 1982 | 1990 | 1999 | 2005 | 2006 | 2010 |
| ---- | ---- | ---- | ---- | ---- | ---- | ---- | ---- | ---- |
| 507  | 465  | 402  | 328  | 372  | 442  | 458  | 466  | 530  |

| 2015 | 2020 | 2022 | - | - | - | - | - | - |
| ---- | ---- | ---- | - | - | - | - | - | - |
| 549  | 542  | 534  | - | - | - | - | - | - |

## Économie
La viticulture est la principale activité économique de la commune, qui donne son nom à l'un des dix crus du Beaujolais.

### Vignoble
Le vin produit à Chénas devint le seul que Louis XIII acceptait de boire[réf. nécessaire].
Le « Chénas pérelle » est arrivé à la cour au hasard d'une rencontre entre le dessinateur Gabriel Pérelle, également directeur des plans et cartes du cabinet du roi, et Jacques de Montmorency, sieur de Belleville (Rhône-Alpes) et maître de ballet du Roi, qui a épousé la veuve de son maître Daniel Rabel. Lorsqu'il[Qui ?] découvrit la région de Saône-et-Loire et du Rhône, il tomba amoureux de leurs paysages et de leurs vignes. Les vignes se trouvaient sur la commune de la chapelle de Guinchay, les terres de Bourgogne étaient sous la couronne du roi Louis XIII.
Aujourd'hui encore, il est possible de trouver son nom sur les bouteilles de vins ; la parcelle de vigne porte encore son nom « Chénas en Pérelle », qui représente 9 hectares de l'appellation. Les dernières traces écrites sont celle du petit-fils Pierre Pérelle, fils de Nicolas Pérelle.

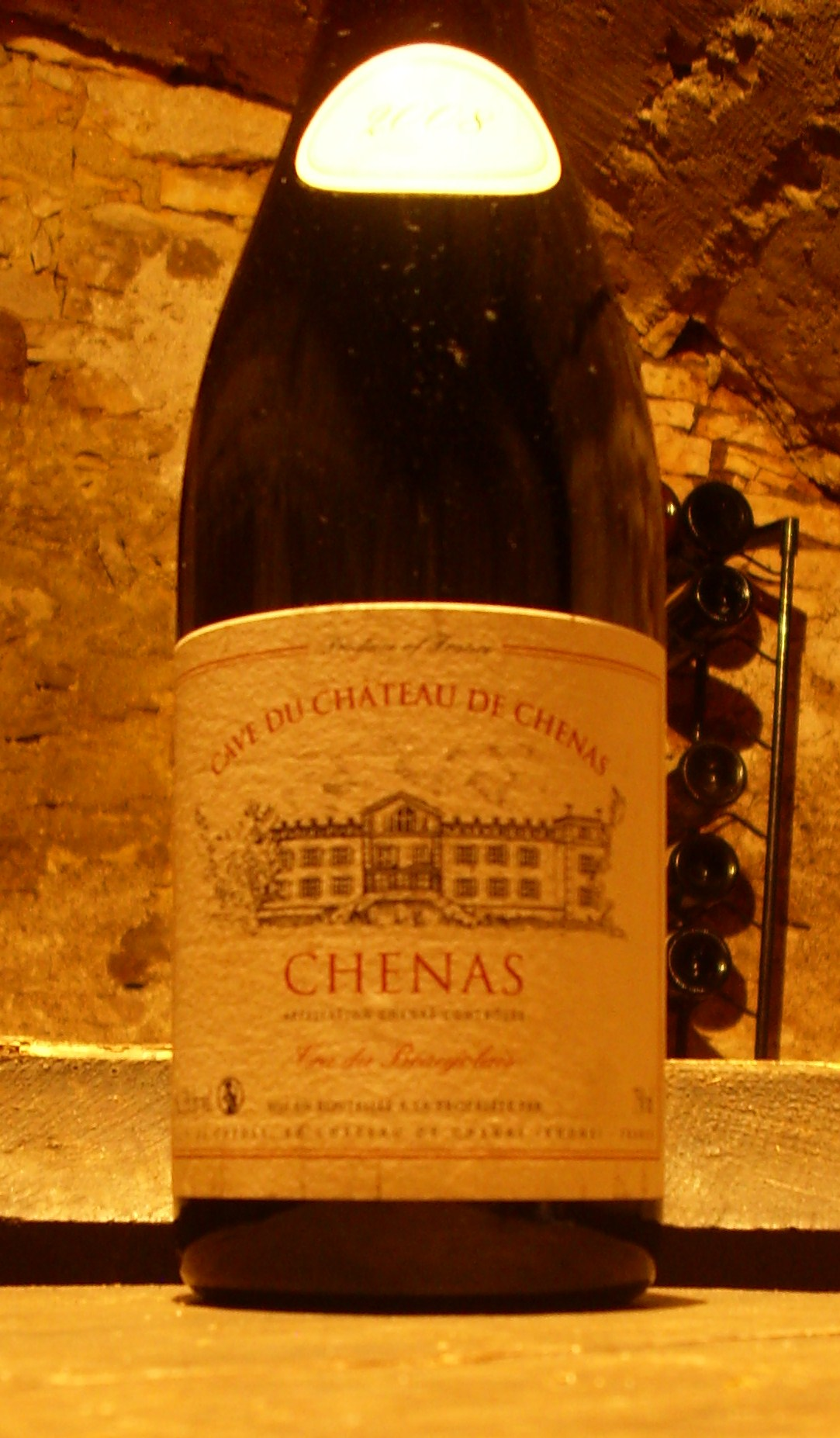
Une bouteille de chénas.
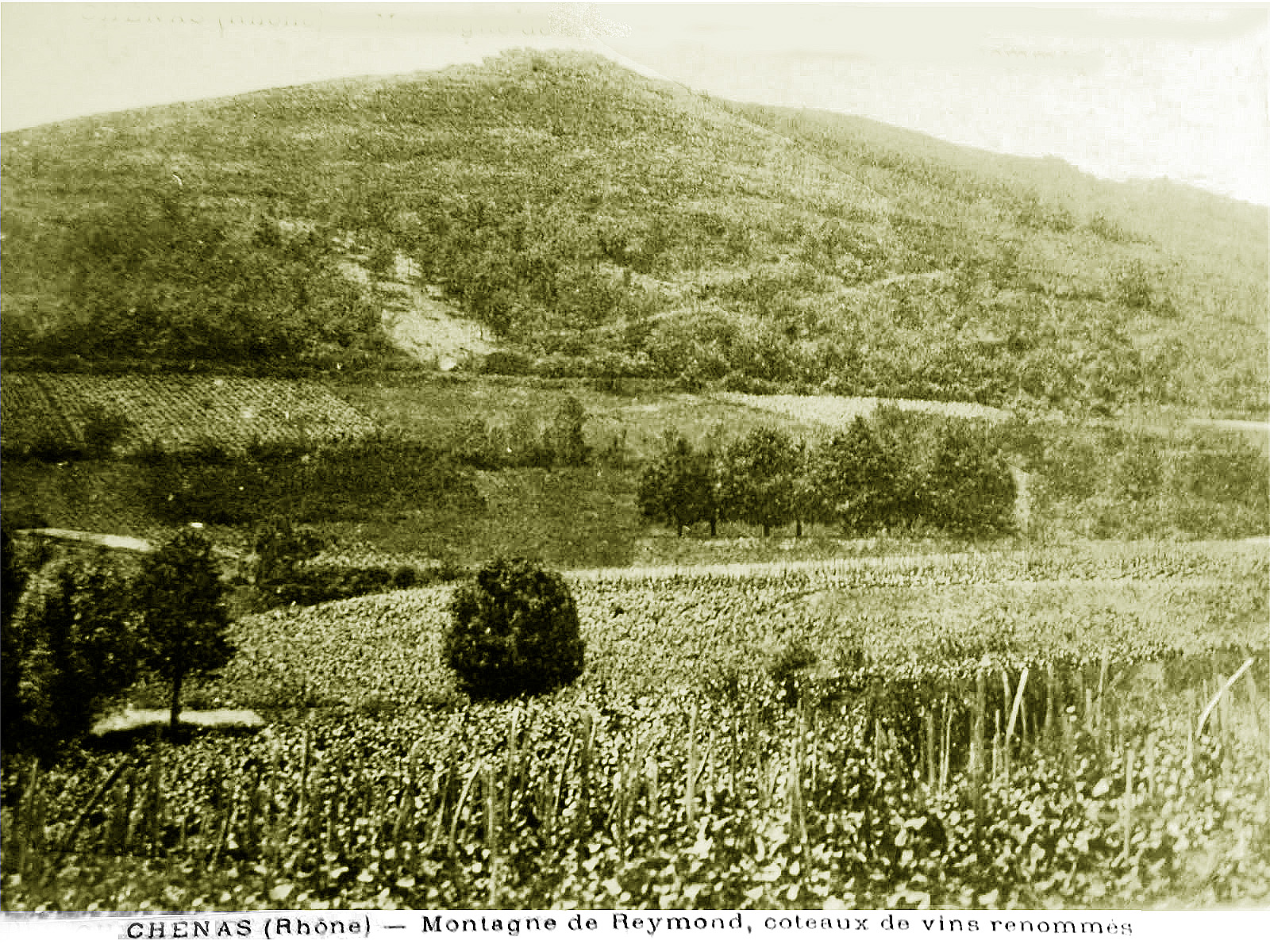
Le vignoble de Chénas au début du XXe siècle.
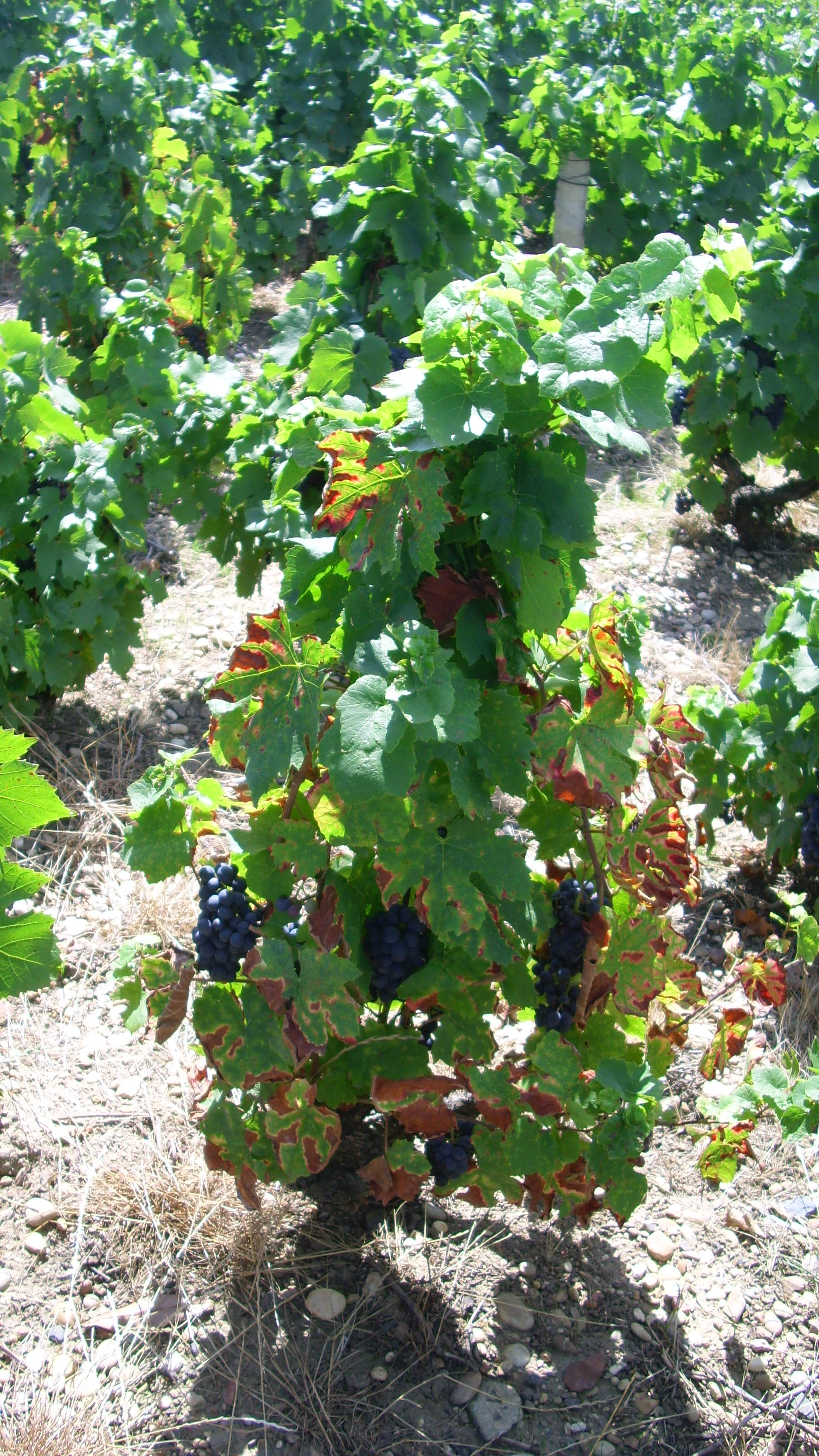
Des pieds de vignes à Chénas.
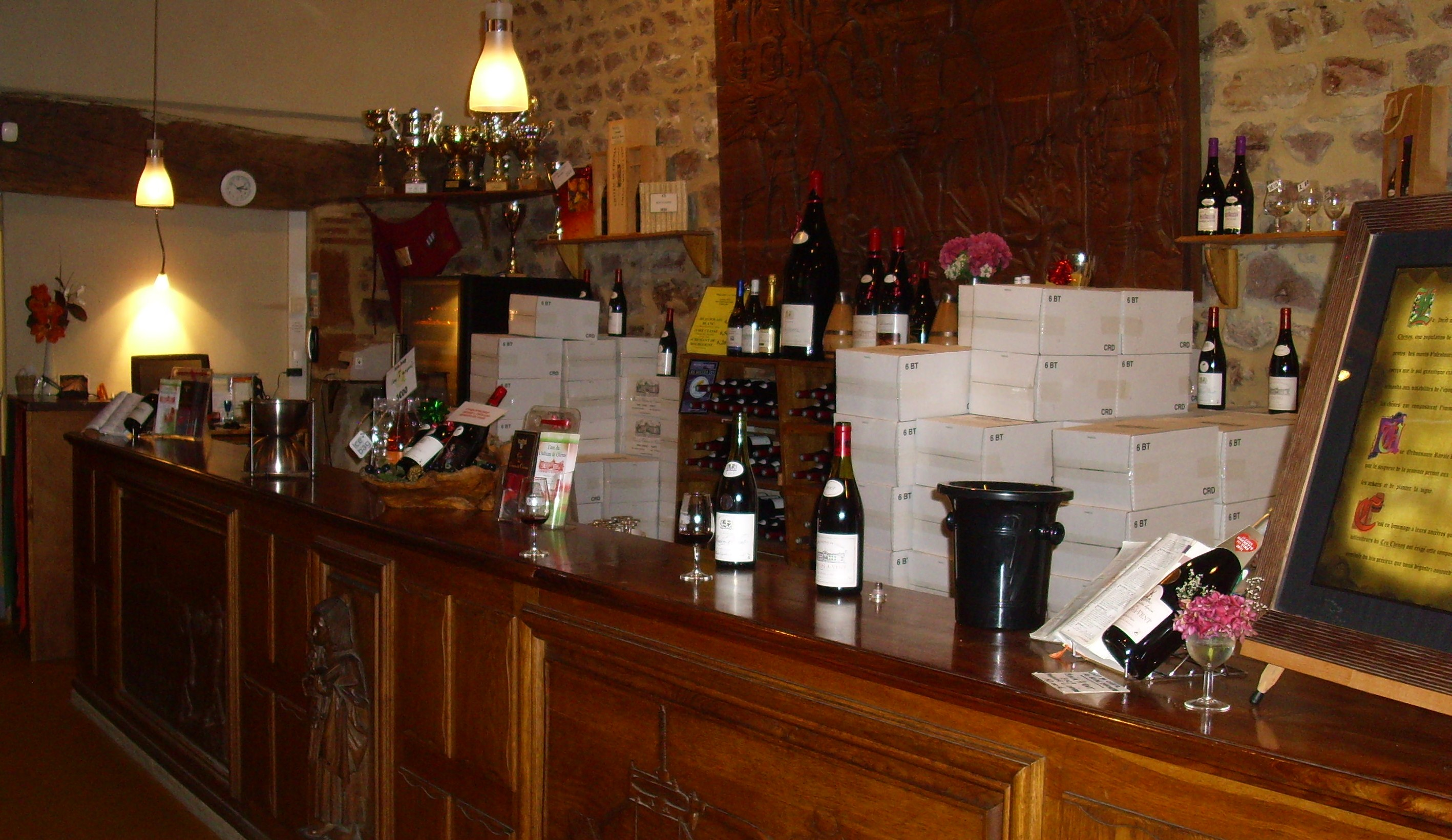
Le caveau du château de Chénas.

## Lieux et monuments
Chénas compte trois châteaux.

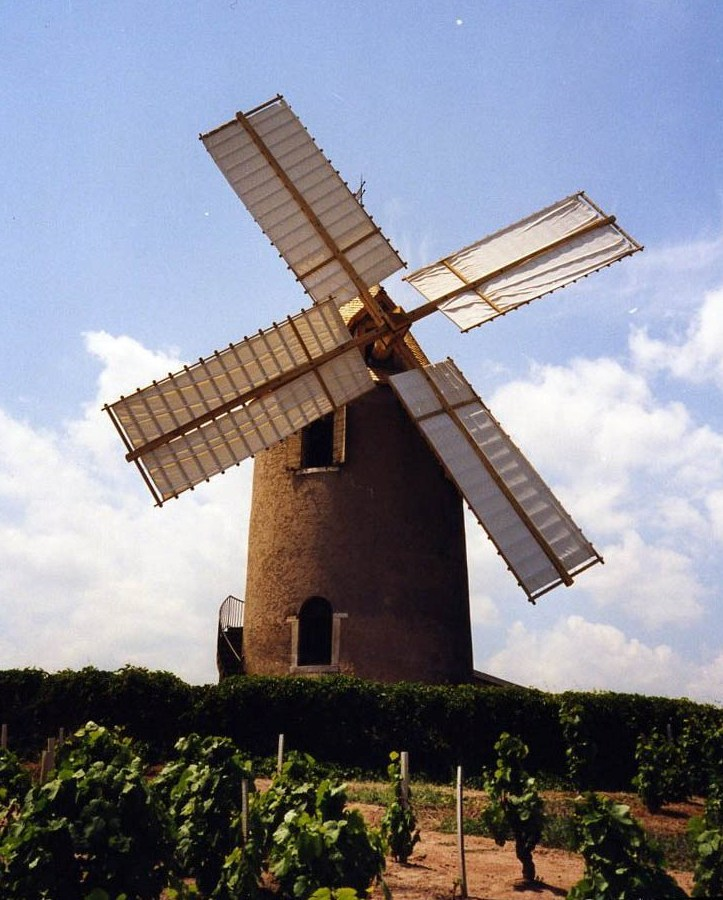
Le moulin à vent est situé sur la commune voisine de Romanèche-Thorins.

- Le château Lambert construit au milieu du XVIIIème siècle en aval de l'ancien village ; depuis le déplacement de ce dernier il se trouve en amont de l'actuel village. Sa construction est le fait du noble Jacques Lambert (Embrun 1697 - Lyon 1775), chargé des affaires de S.M. Catholique et son consul, échevin de la ville de Lyon (1756-1757) et administrateur de l'Hôtel Dieu dès 1738. Cédé en 1863 à la Congrégation des Sœurs de l'Enfant Jésus de Claveisolles, il devient école, orphelinat et asile jusqu'en 1905, date à laquelle est il est cédé par adjudication publique. C'est de cette période que date l'appellation qu'en donnent les chenaillons : "le Château des Sœurs".
- Le château de la coopérative du début du XIXe siècle possède des caves impressionnantes qui se visitent.
- Le château des Michelons est un petit édifice d'origine moyenâgeuse ou Renaissance.
- Les ruines d'une mystérieuse tour appelée « cabane des chasseurs » dont on ne sait rien, domine Chénas depuis la montagne Rémont.

## Personnalités liées à la commune
- Louis XIII était un fervent amateur du vins produit à Chénas, ce fut le seul dit-on qu'il acceptait à sa table.
- Napoléon Ier y séjourna deux jours en 1811, au château Lambert, à l'époque relais de poste alors qu'il était sur le chemin de l'Espagne.
- Étienne Broch d'Hotelans est né à Chénas. Capitaine d'infanterie pendant la Première Guerre mondiale, il fut porté disparu le 1er septembre 1914, son corps sera retrouvé et identifié en 2020.